# BK MAI Moskou
BK MAI Moskou (Basketbolnyj kloeb Moskovskij aviatsionnyj institoet Moskva) is een onderdeel van de omnisportvereniging MAI (Moscow Aviation Institute, de Engelstalige naam van de Staatsuniversiteit voor Luchtvaarttechnologie, ook wel Luchtvaartinstituut van Moskou genoemd) dat vroeger een damesbasketbalteam had die zijn thuiswedstrijden speelde in Moskou, destijds hoofdstad van de Sovjet-Unie. De club bestaat nog steeds, alleen spelen ze niet meer op het hoogste niveau.

## Geschiedenis
MAI werd opgericht op 19 april 1945 door studenten van de Staatsuniversiteit voor Luchtvaarttechnologie in Moskou. De club werd het meest bekend van zijn vrouwenbasketbalteam. MAI had een belangrijke rol in de naoorlogse jaren en werd vijf keer landskampioen van de Sovjet-Unie (1946, 1947, 1951, 1954 en 1955). Het team bestond uit studenten en medewerkers van de Staatsuniversiteit voor Luchtvaarttechnologie.
Het eerste jaar, onder leiding van coach G.K. Rumyantsev werd MAI gelijk tweede in de strijd om het landskampioenschap van de Sovjet-Unie. Ze moesten alleen Dinamo Moskou voor zich laten.
In augustus 1946 kreeg MAI een uitnodiging van de Franse Sports Unie. MAI maakte een triomfantelijke tour door de steden Parijs, Straatsburg, Lyon, Brive, Nice en Marseille. Na de terugkeer uit Frankrijk nam het team deel aan het landskampioenschap van de Sovjet-Unie. Ze wonnen gelijk de titel. In 1947 werden ze weer landskampioen en in 1948 werden ze tweede. In 1950 verloor MAI de finale om de USSR Cup van Dinamo Kiev met 32-33, maar in 1952 wonnen ze wel de USSR Cup door in de finale te winnen van SKIF Riga met 39-28. In 1956 maakten vijf-team spelers deel uit van Team Moskou dat kampioen werd van de Spelen van de volkeren van de Sovjet-Unie. In 1957 veranderde de naam in Boerevestnik Moskou. In 1959 stopte MAI met het spelen in de hoogste afdeling van het Sovjetbasketbal. Er werden alleen nog teams toegelaten met een eigen sporthal.

## Resultaten

### Staafdiagram
Het cijfer in iedere staaf is de bereikte positie aan het eind van de competitie.
| 2 |

| 1 |

| 1 |

| 2 |

| 5 |

| 4 |

| 1 |

| 2 |

| 2 |

| 1 |

| 1 |

| x* |

| 4 |

| 5 |

| x* |

| Landskampioen Sovjet-Unie |

| Landskampioen Sovjet-Unie |

* In 1956 en 1959 werd er gespeeld door steden teams en nationale teams van de SSR

### Tabel
| Seizoen | Landelijk | Landelijk    | Landelijk | Beker                | Europees      | Europees      | Europees      |
| Seizoen | Niv.      | Comp.        | Pos.      | USSR Cup (1949-1992) | Niv.          | Comp.         | Resultaat     |
| ------- | --------- | ------------ | --------- | -------------------- | ------------- | ------------- | ------------- |
| 1944–45 | 1         | Premjer-Liga | 2         | Geen toernooi        | Geen toernooi | Geen toernooi | Geen toernooi |
| 1945–46 | 1         | Premjer-Liga | 1         | Geen toernooi        | Geen toernooi | Geen toernooi | Geen toernooi |
| 1946–47 | 1         | Premjer-Liga | 1         | Geen toernooi        | Geen toernooi | Geen toernooi | Geen toernooi |
| 1947–48 | 1         | Premjer-Liga | 2         | Geen toernooi        | Geen toernooi | Geen toernooi | Geen toernooi |
| 1948–49 | 1         | Premjer-Liga | 5         |                      | Geen toernooi | Geen toernooi | Geen toernooi |
| 1949–50 | 1         | Premjer-Liga | 4         | Tweede               | Geen toernooi | Geen toernooi | Geen toernooi |
| 1950–51 | 1         | Premjer-Liga | 1         |                      | Geen toernooi | Geen toernooi | Geen toernooi |
| 1951–52 | 1         | Premjer-Liga | 2         | Winnaar              | Geen toernooi | Geen toernooi | Geen toernooi |
| 1952–53 | 1         | Premjer-Liga | 2         |                      | Geen toernooi | Geen toernooi | Geen toernooi |
| 1953–54 | 1         | Premjer-Liga | 1         | Geen toernooi        | Geen toernooi | Geen toernooi | Geen toernooi |
| 1954–55 | 1         | Premjer-Liga | 1         | Geen toernooi        | Geen toernooi | Geen toernooi | Geen toernooi |
| 1955–56 | x*        | x*           | x*        | Geen toernooi        | Geen toernooi | Geen toernooi | Geen toernooi |
| 1956–57 | 1         | Premjer-Liga | 4         | Geen toernooi        | Geen toernooi | Geen toernooi | Geen toernooi |
| 1957–58 | 1         | Premjer-Liga | 5         | Geen toernooi        | Geen toernooi | Geen toernooi | Geen toernooi |
| 1958–59 | x*        | x*           | x*        | Geen toernooi        | -             | -             | -             |

Laatste update: 27 augustus 2016.

## Erelijst
- Landskampioen Sovjet-Unie: 5
  - Winnaar: 1946, 1947, 1951, 1954, 1955
  - Tweede: 1945, 1948, 1952, 1953
- Bekerwinnaar Sovjet-Unie: 1
  - Winnaar: 1952
  - Runner-up: 1950

## Bekende (oud)-spelers
- - Lidia Aleksejeva
- - Valentina Kopylova
- - Valentina Kostikova
- - Raisa Mamentjeva
- - Jekaterina Mefodjeva
- - Vera Sjendel
- - Margarita Solovjeva
- -- Valentina Nazarenko
- Ljoedmila Zajtseva
- - Jevgenia Zarkovskaja
- - Militsa Zjarkova
- Roza Charlamova
- - Jelena Vojt
- Zinaida Lagoen

## Bekende (oud)-coaches
- - Vladimir Gorochov (1951-1955)